# Argyle (wieś)
Argyle – wieś w Stanach Zjednoczonych, w stanie Wisconsin, w hrabstwie Lafayette.